# Bryoerythrophyllum recurvirostrum
Bryoerythrophyllum recurvirostrum là một loài Rêu trong họ Pottiaceae. Loài này được (Hedw.) P.C. Chen mô tả khoa học đầu tiên năm 1941.

## Hình ảnh

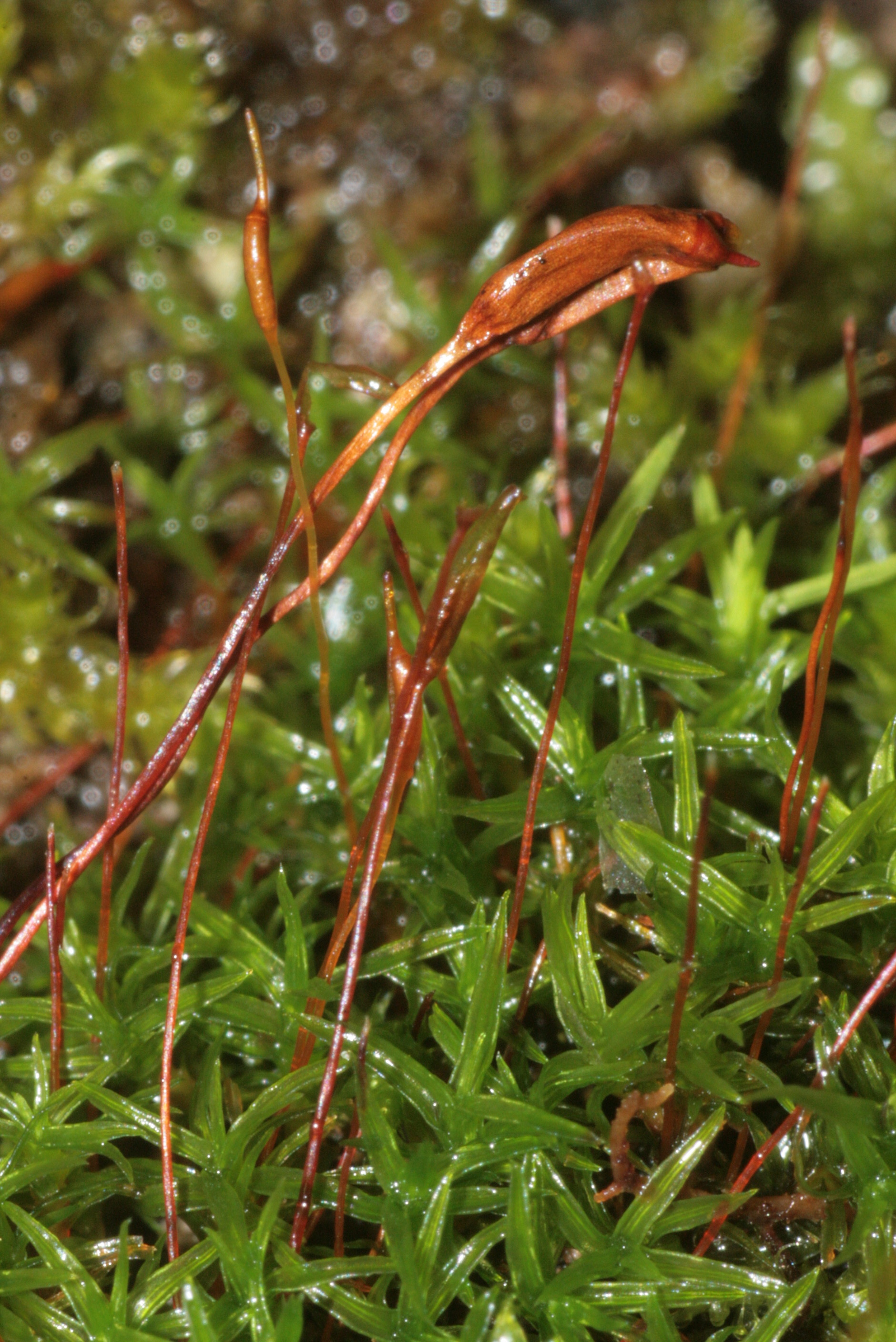
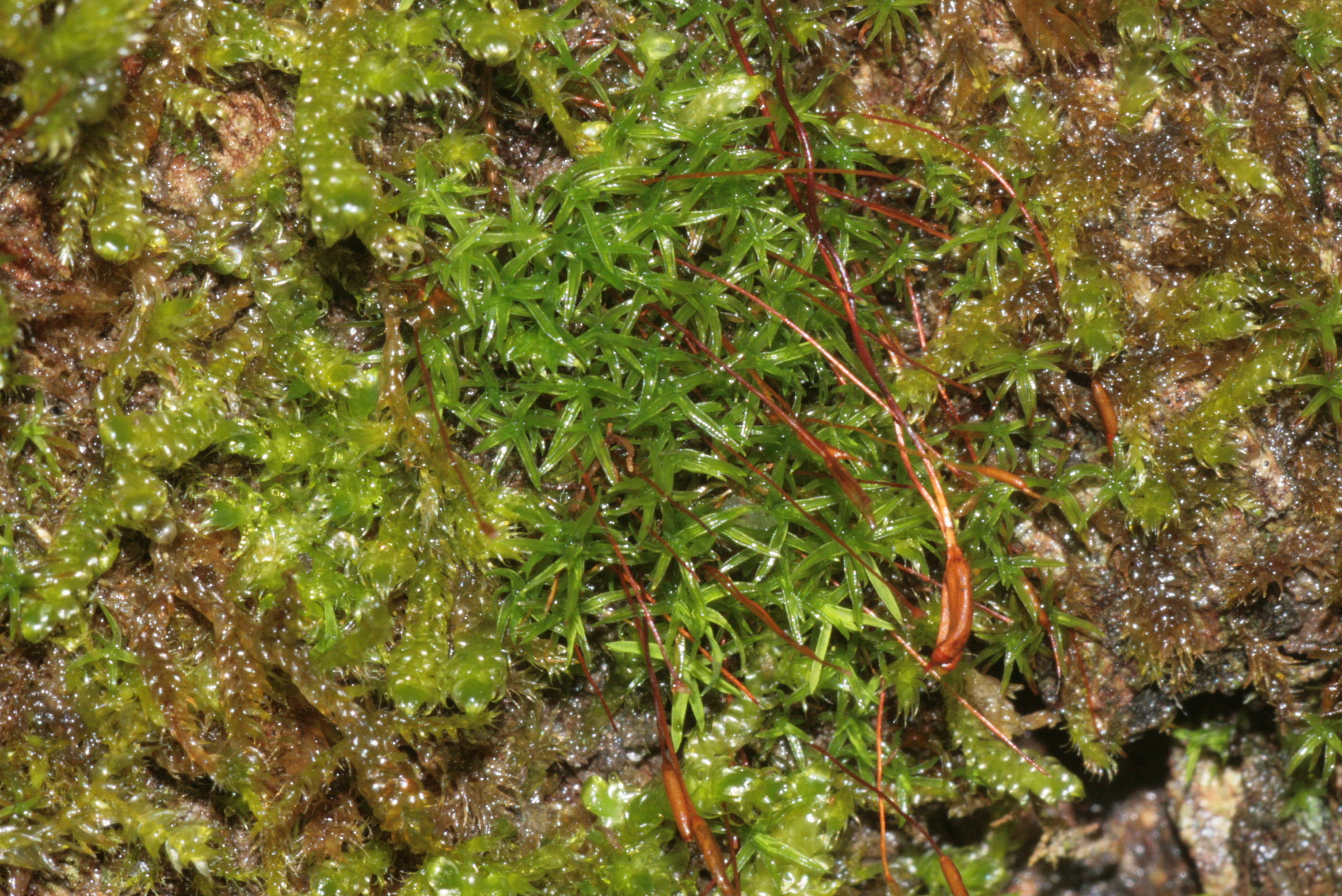
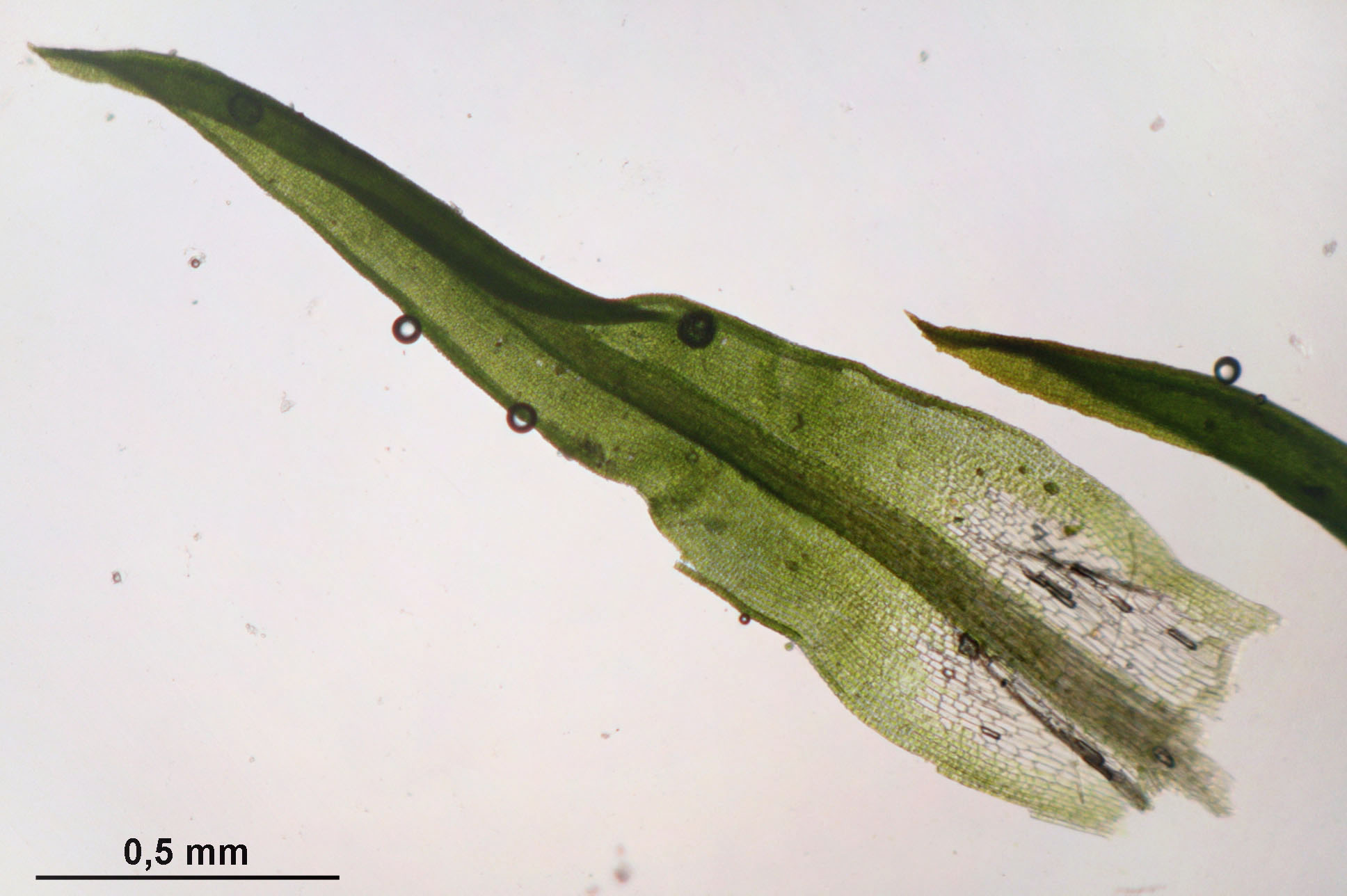
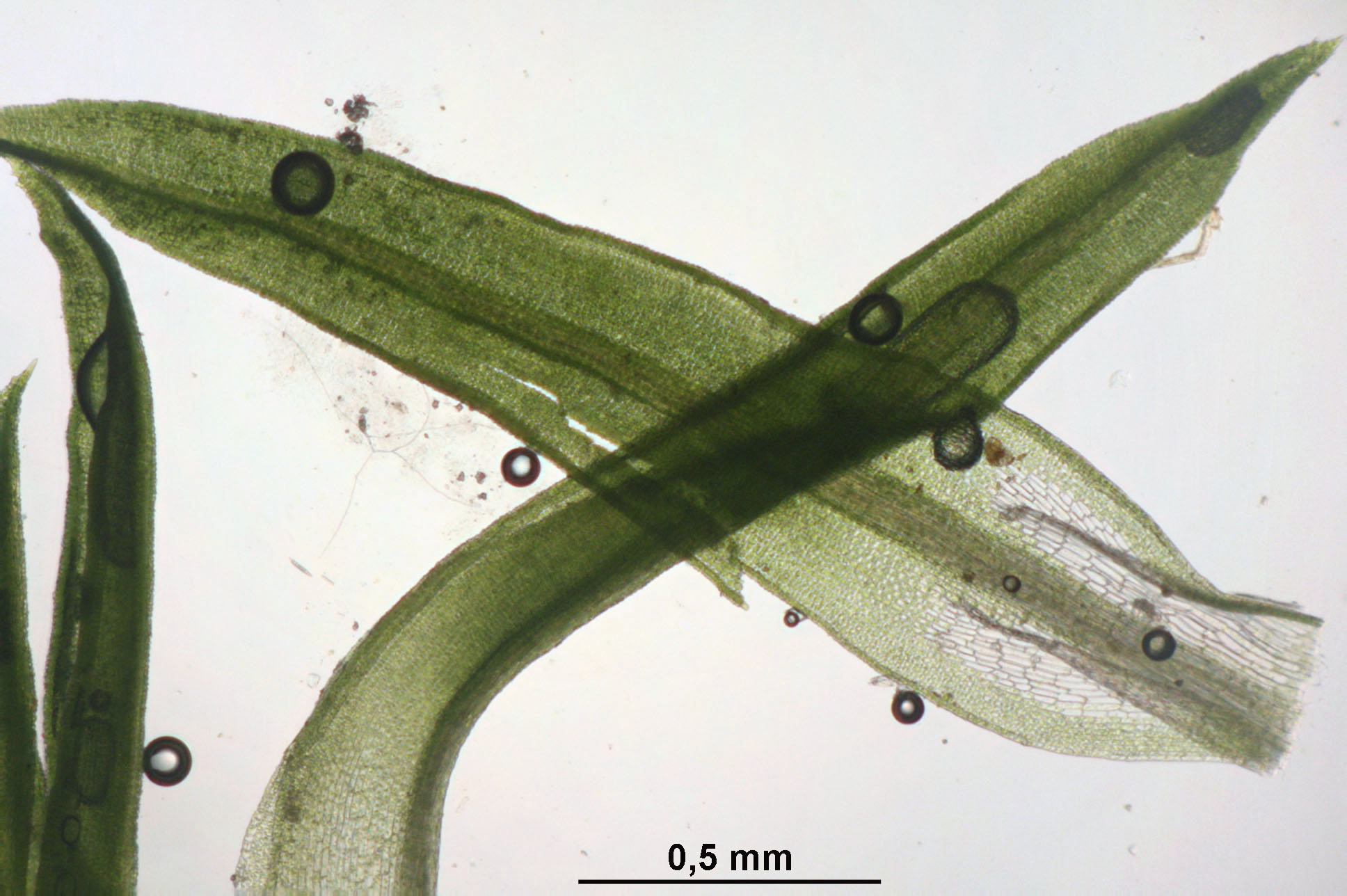